# TSV Hartberg
Der Turn- und Sportverein Hartberg ist ein Sportverein aus Hartberg in der Steiermark, dessen Fußball-Abteilung in der Bundesliga, der höchsten österreichischen Spielklasse, spielt.
Zu den weiteren Sportarten im Verein zählen Turnen, Judo, Karate, Leichtathletik, Moderne Sportgymnastik, Radsport, Schach, Ski, Squash, Tennis und Tischtennis.

## Geschichte

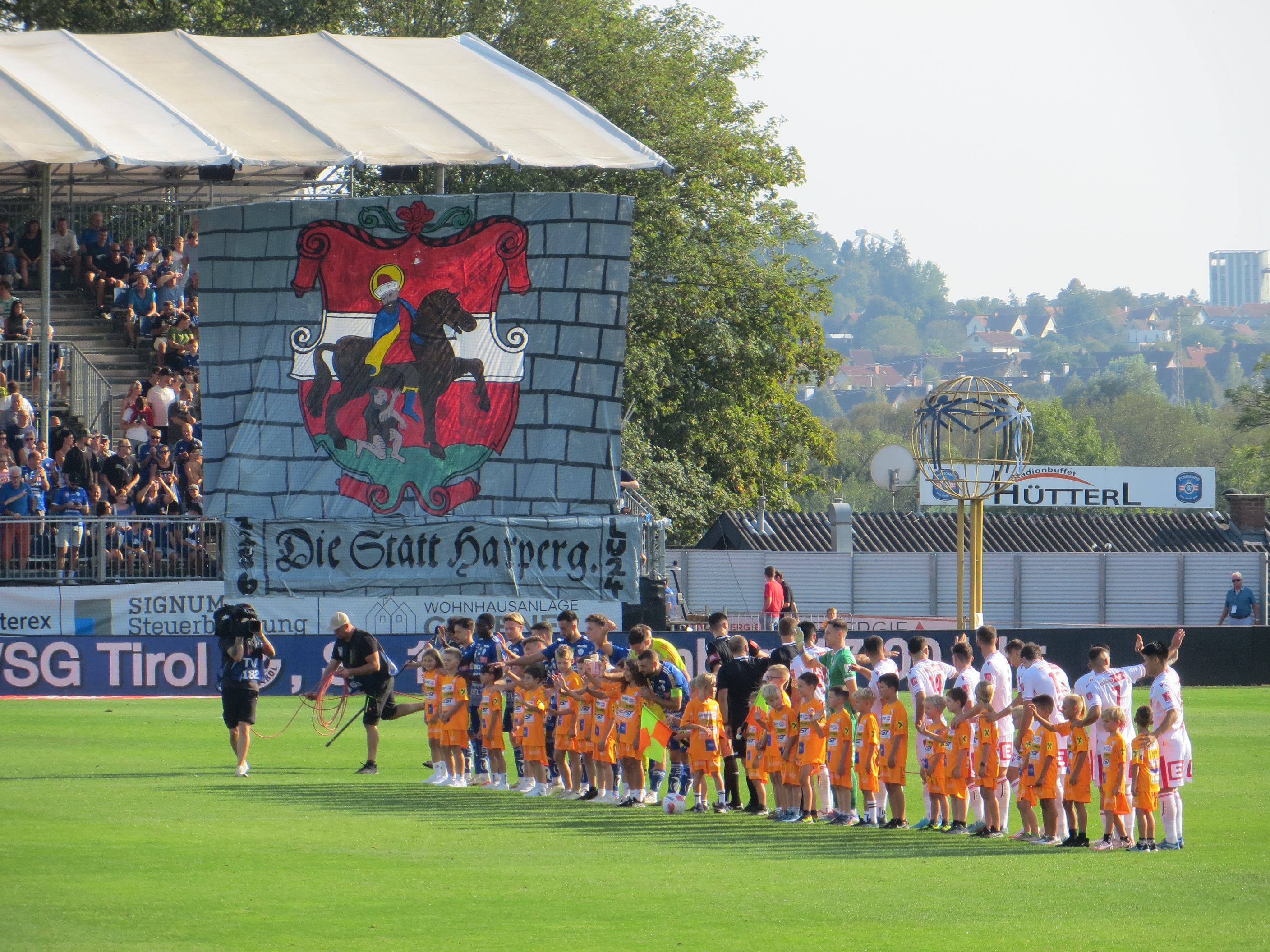
Banner auf dem Sektor der Hartberg-Fans (Südtribüne)

Der Verein wurde am 29. April 1946 gegründet. Nach längerer Zeit in den steirischen Unterklassen schafften die Oststeirer unter dem Teamsponsor „Sparkasse Hartberg“ schließlich 1978 den Aufstieg in die steirische Landesliga.
Aufgrund der immensen Heimstärke galt der TSV Hartberg lange Zeit auch als Cupspezialist, der öfters höher eingeschätzte Mannschaften zum Stolpern brachte und aus dem Cup warf. So in der Saison 1986/1987, als man es bis ins Sechzehntelfinale des ÖFB-Cups schaffte und vorher den Wiener Sport-Club (mit Hans Krankl) mit 1:0 eliminierte. Eine Saison später, 1987/1988 wurde man erstmals Meister in der steirischen Landesliga, belegte in der Relegation gegen den Kärntner Meister Wolfsberger AC (0:6 auswärts und 2:3 daheim) und den oberösterreichischen Meister SV Ried (1:0 daheim und 7:3 auswärts) den 2. Platz, welcher für den Aufstieg nicht berechtigte.
Wiederum eine Saison später, 1988/1989, wurde der TSV Hartberg kurzzeitig österreichweit bekannt, da man als Landesligist sensationell bis ins Viertelfinale des ÖFB-Cups aufstieg. Auf dem Weg dahin bezwang man in der 2. Runde den SV Feldkirchen mit 2:1, im Sechzehntelfinale den Erstdivisionär SK Austria Klagenfurt mit 2:1 und im Achtelfinale den Zweitdivisionär SV Spittal/Drau mit 2:2 und 8:7 im Elfmeterschießen. Im Viertelfinale schied man dann gegen den Erstdivisionär SV Austria Salzburg mit 3:3 – die Hartberger führten bereits 1:0, 2:1 und 3:2 – und 4:5 im Elfmeterschießen aus. In der Saison 1989/1990 wurde TSV Hartberg zum zweiten Mal Meister in der steirischen Landesliga, scheiterte aber erneut in den Aufstiegsspielen gegen den mittlerweile abgestiegenen Wolfsberger AC (0:2 auswärts und 2:2 daheim) und SV Ried (3:4 daheim und 2:3 auswärts). Die Heimniederlage gegen die SV Ried war die erste nach mehr als zwei Jahren.
Nach vier durchschnittlichen Saisonen in der steirischen Landesliga (Endplatzierungen 7.,3.,2. und 5.) wurde Sparkasse Hartberg in der Saison 1994/1995 zum dritten Mal Meister der steirischen Landesliga und somit gelang dem Team der langersehnte Aufstieg in die mittlerweile als dritthöchste Spielklasse Österreichs wiedergegründeten Regionalliga Mitte. Im selben Jahr erreichte die Mannschaft unter Gerald Gamperl sensationell das Halbfinale des ÖFB-Cups, in dem sie dem DSV Leoben knapp mit 0:1 unterlagen. Auch in dieser Cup-Saison warfen die Hartberger höher eingeschätzte Mannschaften raus, unter anderem den 1. Wiener Neustädter SC (2. Division) im Sechzehntelfinale mit 3:2 nach Verlängerung, im Achtelfinale den SK Vorwärts Steyr (1. Division) mit 0:0 und 4:1 im Elfmeterschießen und im Viertelfinale den FavAC (damals Tabellenführer der 2. Division) mit 1:0.
In der darauffolgenden Saison 1995/1996 schafften die Hartberger als Aufsteiger den Meistertitel der Regionalliga Mitte und damit den Durchmarsch und direkten Aufstieg in die 2. Division, stiegen zwei Jahre später aber als Tabellenelfter – aufgrund einer Reform der Liga und obwohl man den Klassenerhalt eigentlich geschafft hätte – wieder ab. In der Saison 1998/1999 wurde man postwendend wieder Meister in der Regionalliga Mitte. Da mittlerweile die 2. Division in Erste Liga umbenannt wurde und auf 10 Vereine reduziert wurde, musste man eine Barrage gegen den Meister der Regionalliga West, die WSG Swarovski Wattens, spielen. In diesen Aufstiegsspielen unterlagen die Hartberger mit 0:2 daheim und 2:3 auswärts und blieben so der Regionalliga Mitte erhalten.

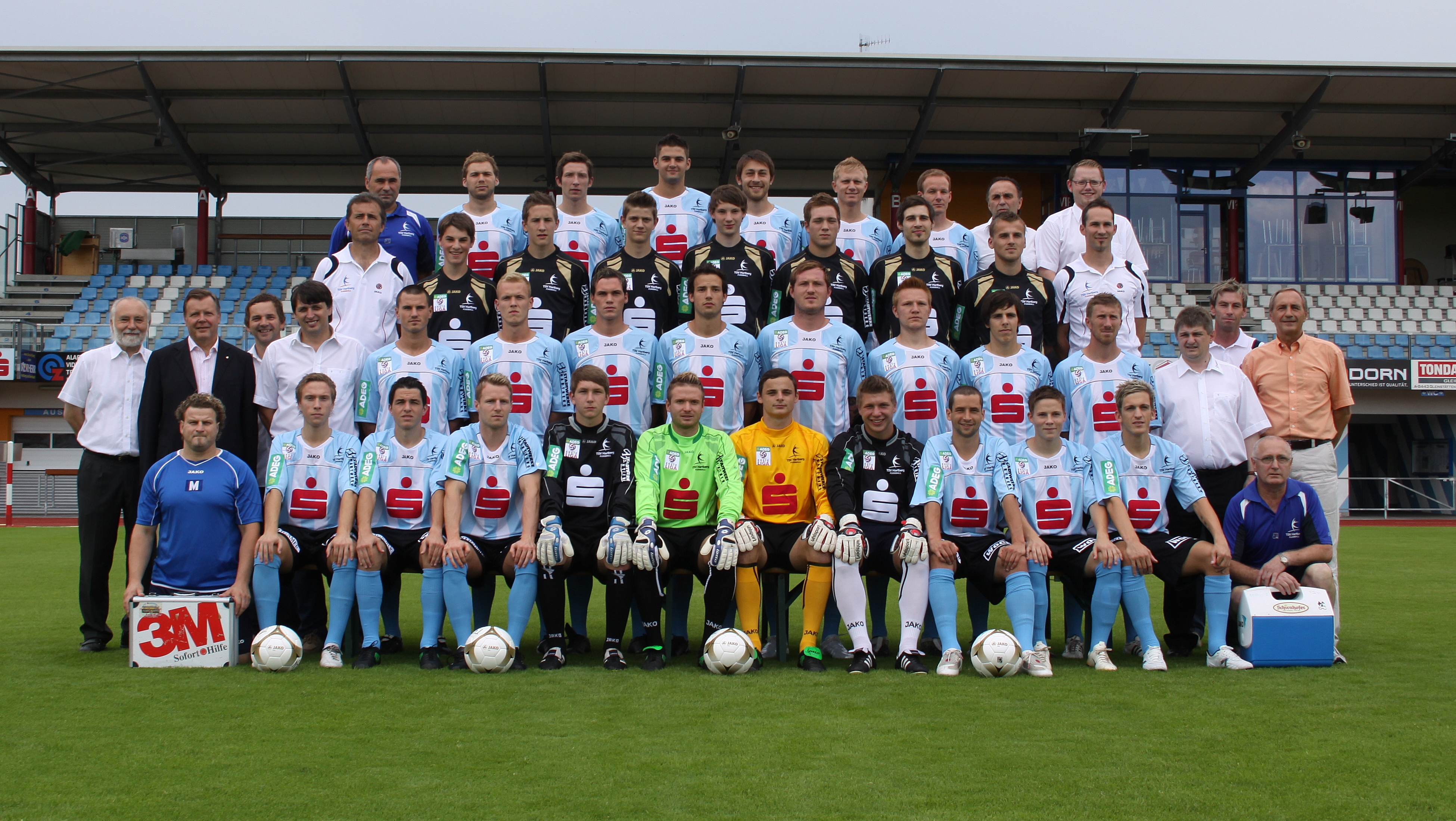
Mannschaftskader mit Vorstand und Präsidium des TSV Hartberg für die Saison 2009/10

In der Saison 2005/06 fixierte die Mannschaft drei Spieltage vor Schluss erneut die Meisterschaft der Regionalliga Mitte und schaffte damit, nachdem diese Liga auf 12 Vereine aufgestockt wird, direkt den Aufstieg in die Erste Liga. Der TSV stieg nach nur einer Saison sofort wieder ab und spielt ab der Saison 2007/08 wieder in der Regionalliga Mitte. Am letzten Spieltag der Saison 2008/09 gelang dem TSV der erneute Aufstieg in die zweitklassige Erste Liga. 2009/10 gelang mit dem neun Platz erstmals der Klassenerhalt. Dieser wurde in der 31. Runde fixiert, als der TSV Hartberg 1:1 gegen den SCR Altach spielte und der First Vienna FC 1894 gegen den späteren Meister FC Wacker Innsbruck 1:0 verlor. In der Saison 2010/11 konnte man im ÖFB-Cup, nach Siegen über den SV Seekirchen sowie den SV Sierning, ins Cup-Achtelfinale aufsteigen. Dort bekam man den SK Rapid Wien zugelost. Dieses Spiel verloren die Steirer aber klar mit 0:3 Toren.
In der Saison 2011/2012 kamen die Hartberger unter Trainer Kurt Garger nicht in Schwung und rangierten nur am Tabellenende. Auch ein Trainerwechsel zu Walter Hörmann brachte nicht den gewünschten Erfolg, sodass die Steirer die Meisterschaft als Schlusslicht abschlossen. Dadurch schien der Abstieg in die Regionalliga Mitte besiegelt. Nachdem LASK Linz seitens der Bundesliga die Lizenz verweigert wurde, erhielt Hartberg die Chance, in zwei Relegationsspielen gegen den Grazer AK den Erhalt der Ersten Liga zu sichern. Die Hartberger erreichten auswärts ein 0:0 und führten im Heimspiel bereits mit 3:0, als GAK-Hooligans in der 76. Minute den Platz stürmten. Damit war der Klassenerhalt geschafft. Erfolgreicher war der Verein im ÖFB-Cup, wo er im Viertelfinale auswärts den SK Sturm Graz (4:2 n. V.) ausschaltete. Erst im Halbfinale war für die Hartberger gegen den späteren Cupsieger FC Red Bull Salzburg Endstation (0:1).
Der erst im Sommer 2012 engagierte Trainer Andreas Moriggl der Walter Hörmann nachfolgte, wurde am 15. Oktober 2012 durch den langjährigen ÖFB-Nachwuchstrainer Paul Gludovatz ersetzt. Die Hartberger belegten in der Saison 2012/13 den neunten und damit vorletzten Platz, ersparten sich aber die Relegation wegen des Lizenzentzugs des FC Lustenau. Trainer Paul Gludovatz verließ nach Ende der Saison die Hartberger und wechselte in seine burgenländische Heimat.
In der Saison 2013/14 schlossen die Steirer die Meisterschaft mit dem 8. Platz ab und konnten sich somit unter Trainer Bruno Friesenbichler den Klassenerhalt sichern. Die Vorbereitung auf die Saison 2014/15 verlief freilich mehr als turbulent:
Nur rund ein Monat war der Bosnier Ivo Istuk im Amt, der am 17. Juni 2014 mit der kuriosen Begründung entlassen wurde, dass er der deutschen Sprache nicht mächtig sei. Ihm folgte sein Vorgänger Bruno Friesenbichler als „neuer“ Trainer. Neuer Obmann des Hartberger Fußballklubs wurde Jürgen Rindler. Im Oktober wurde dann der eigentliche Grund für die Rochade bekannt. Der TSV Hartberg hatte einen Sponsoren-Deal eingefädelt, der den Verein in Schwierigkeiten brachte. In den Deal war auch Trainer Ivo Istuk involviert: Anstatt ursprünglich angekündigter Mittel von einem Sponsor aus Aserbaidschan hätte Istuk mittels massiver Spielmanipulationen Gelder einspielen und damit Spieler-Neuverpflichtungen möglich machen sollen. Das Bundeskriminalamt BKS und die österreichische Bundesliga wurden verständigt. Aufgrund des geplatzten Sponsorenabkommens fehlten dem Verein 200.000 Euro in der Kasse, dafür musste die öffentliche Hand Geld vorstrecken. Allerdings muss Hartberg die genannte Summe zurückzahlen, und zwar durch eine Streichung der Landeszuschüsse (statt bisher 100.000 Euro pro Jahr nur mehr 60.000 Euro für die nächsten fünf Jahre).
Der TSV Hartberg belegte in der Saison 2014/15 den letzten Platz und musste in die Regionalliga absteigen.
2016/17 konnte man Meister der Regionalliga Mitte werden und somit wieder in die zweithöchste Liga aufsteigen. In der Saison 2017/18 erreichte man den zweiten Platz in der Ersten Liga, welcher zum Aufstieg in die Bundesliga berechtigte. Allerdings wurde dem Verein in den ersten beiden Instanzen der Aufstieg verwehrt. Gegen die Entscheidung zog der Club vor das Ständige Neutrale Schiedsgericht, durch welches die Hartberger am 29. Mai 2018 die Lizenz erhielten und somit erstmals in die Bundesliga aufstiegen.
Zu Beginn der ersten Bundesliga-Saison 2018/19 wurde Markus Schopp als Cheftrainer verpflichtet und man entging man als Vorletzter nur knapp dem Abstieg. Die darauffolgende Saison 2019/20 war die bis dato Beste mit dem 5. Platz und qualifizierte sich damit zur Teilnahme an der 2. Qualifikationsrunde der UEFA Europa League 2020/21. Das Spiel beim polnischen Erstligisten Piast Gliwice wurde mit 2:3 verloren. Die Saison 2020/21 beendete man als Siebter und qualifizierte sich für die Europa-Conference-League-Playoffs. Das Spiel in der ersten Runde gegen den FK Austria Wien wurde mit 0:3 verloren. Zur Saison 2021/22 wechselte Trainer Schopp nach England zum Zweitligisten FC Barnsley. Kurt Russ übernahm zunächst, ihm folgte aber bereits im März 2022 Klaus Schmidt. Am Ende der Saison entging man als Vorletzter dem Abstieg. Schmidt wurde im November 2022 entlassen, woraufhin Schopp Anfang Dezember 2022 nach Hartberg zurückkehrte, nachdem dieser zuvor beim FC Barnsley entlassen worden war. Er übernahm dieses Mal auch den Posten des Sportdirektors. Die Saison 2022/23 beendete man unter Schopps Führung etwas besser als Zehnter. In der Saison 2023/24 wurde man ein zweites Mal Fünfter und egalisierte damit das beste Endresultat der Klubgeschichte. 
Trainer Markus Schopp wechselte im September 2024 zum Ligakonkurrenten LASK Linz, Markus Karner übernahm interimistisch. Wenig später wurde Manfred Schmid als neuer Cheftrainer vorgestellt. In der Bundesliga-Saison 2024/2025 zeigte der TSV durchwachsene Leistungen und belegte am Ende des Grunddurchgangs den 8. Platz mit zehn Punkten Vorsprung an das Tabellenende. Auch in der Qualifikationsgruppe bewies Hartberg, dass man mit dem Abstieg nichts zu tun haben möchte und sicherte sich hinter LASK Linz den zweiten Platz. Im ÖFB-Cup 24/25 gelang den Hartbergern beinahe die Sensation: Im Halbfinale eliminierten die Steirer überraschend die Wiener Austria und qualifizierten sich, sowie der Wolfsberger AC, erstmals für das Endspiel. Dort musste sich der TSV jedoch knapp mit 0:1 geschlagen geben.

## Vereinsleitung
- Präsidentin: Brigitte Annerl
- Obmann: Erich Korherr
- Obmann-Stellvertreter: Herbert Schwengerer

## Kampfmannschaft

### Trainerteam
Stand: 1. Juli 2025
| Funktion        | Name              | Geburtsdatum | Nationalität | beim Verein seit | letzter Verein           |
| --------------- | ----------------- | ------------ | ------------ | ---------------- | ------------------------ |
| Trainer         | Manfred Schmid    | 20.02.1971   | Osterreich   | 09/2024          | Wolfsberger AC           |
| Co-Trainer      | Christian Mayrleb | 08.06.1972   | Osterreich   | 07/2025          | Trainer ATSV Stadl-Paura |
| Co-Trainer      | Andreas Biritz    | 17.04.1986   | Osterreich   | 07/2025          | FK Austria Wien          |
| Torwarttrainer  | Christian Dobnik  | 10.07.1986   | Osterreich   | 07/2024          | Wolfsberger AC II        |
| Athletiktrainer | Martin Mayer      | 14.06.1968   | Osterreich   | 01/2025          | SK Rapid Wien            |

### Aktueller Kader
Stand: 15. August 2025
| Rücken- nummer | Name                | Geburtsdatum | Nationalität   | beim Verein seit | letzter Verein                    |
| Torhüter       | Torhüter            | Torhüter     | Torhüter       | Torhüter         | Torhüter                          |
| -------------- | ------------------- | ------------ | -------------- | ---------------- | --------------------------------- |
| 01             | Ammar Helac         | 13.06.1998   | Osterreich     | 07/2025          | SCR Altach                        |
| 21             | Luka Marić          | 19.07.2002   | Osterreich     | 07/2024          | SK Sturm Graz                     |
| 39             | Elias Scherf        | 11.05.2003   | Osterreich     | 07/2021          | TSV Hartberg II                   |
| 40             | Tom Ritzy Hülsmann  | 11.04.2004   | Deutschland    | 07/2025          | FC Bayern München                 |
| 44             | Harald Postl        | 29.09.2005   | Osterreich     | 07/2023          | TSV Hartberg II                   |
| Verteidigung   |                     |              |                |                  |                                   |
| 02             | Björn Hardley       | 19.12.2002   | Niederlande    | 09/2024          | FC Utrecht II                     |
| 03             | Dominic Vincze      | 01.03.2004   | Osterreich     | 07/2025          | SK Rapid Wien (Leihe)             |
| 06             | Habib Coulibaly     | 11.11.2003   | Elfenbeinküste | 07/2025          | vereinslos (zuvor RCD Mallorca B) |
| 14             | Paul Komposch       | 13.05.2001   | Osterreich     | 07/2023          | SK Sturm Graz                     |
| 16             | Julian Gölles       | 22.09.1999   | Osterreich     | 07/2025          | FC Blau-Weiß Linz                 |
| 18             | Fabian Wilfinger    | 27.08.2003   | Osterreich     | 07/2022          | TSV Hartberg II                   |
| 19             | Lukas Spendlhofer   | 02.06.1993   | Osterreich     | 07/2025          | Bruk-Bet Termalica Nieciecza      |
| 25             | Emmanuel Ojukwu     | 13.06.2004   | Osterreich     | 01/2025          | Wiener Sport-Club                 |
| 28             | Jürgen Heil         | 04.04.1997   | Osterreich     | 07/2015          | SV Anger                          |
| 33             | Maximilian Hennig   | 12.10.2006   | Deutschland    | 07/2025          | FC Bayern München II (Leihe)      |
| 95             | Damjan Kovacevic    | 28.08.2004   | Osterreich     | 07/2023          | AKA Vorarlberg                    |
| Mittelfeld     |                     |              |                |                  |                                   |
| 04             | Benjamin Markuš     | 30.01.2001   | Slowenien      | 07/2024          | NK Domžale                        |
| 05             | Youba Diarra        | 24.03.1998   | Mali           | 07/2024          | FC Cádiz                          |
| 08             | Julian Halwachs     | 25.01.2003   | Osterreich     | 02/2023          | FC Liefering                      |
| 10             | Dominik Prokop      | 02.06.1997   | Osterreich     | 02/2023          | HNK Gorica                        |
| 17             | Jonas Karner        | 28.09.2004   | Osterreich     | 07/2024          | SK Sturm Graz II                  |
| 20             | Paul Bratschko      | 14.10.2005   | Osterreich     | 07/2025          | SC Weiz                           |
| 23             | Tobias Kainz        | 31.10.1992   | Osterreich     | 07/2018          | Kapfenberger SV                   |
| Angriff        |                     |              |                |                  |                                   |
| 07             | Elias Havel         | 16.04.2003   | Osterreich     | 07/2024          | LASK (Leihe)                      |
| 09             | Patrik Mijić        | 04.11.1998   | Kroatien       | 07/2024          | NK Rogaška                        |
| 11             | Maximilian Fillafer | 26.12.2004   | Osterreich     | 07/2023          | SV Spittal/Drau                   |
| 22             | Marco Hoffmann      | 08.11.2003   | Osterreich     | 07/2024          | USV Halbturn                      |
| 77             | David Korherr       | 24.06.2002   | Osterreich     | 01/2025          | TSV Hartberg II                   |
| 79             | Jed Drew            | 29.08.2003   | Australien     | 02/2024          | Macarthur FC                      |
|                | Lukas Fridrikas     | 30.12.1997   | Osterreich     | 08/2025          | SCR Altach                        |

### Transfers
Stand: 15. August 2025
| Zugänge: | Abgänge: |
| Sommer 2025 | Sommer 2025 |
| --- | --- |
| - Paul Bratschko (SC Weiz) - Habib Coulibaly (vereinslos) - Lukas Fridrikas (SCR Altach) - Julian Gölles (FC Blau-Weiß Linz) - Ammar Helac (SCR Altach) - Maximilian Hennig (FC Bayern München II, Leihe) - Tom Ritzy Hülsmann (FC Bayern München) - Lukas Spendlhofer (Bruk-Bet Termalica Nieciecza) - Dominic Vincze (SK Rapid Wien, Leihe) - Julian Halwachs (ASK Voitsberg, Leih-Ende) - Jonas Karner (SK Sturm Graz II, Leih-Ende) | - Nelson Amadin (FC Emmen) - Donis Avdijaj (Wolfsberger AC) - Mateo Karamatic (al-Nasr Sports Club) - Manuel Pfeifer (TSV 1860 München) - Raphael Sallinger (Hibernian Edinburgh) - Sandro Schendl (SV Oberwart) - Furkan Demir (SK Rapid Wien, Leih-Ende) - Raphael Hofer (FC Red Bull Salzburg, Leih-Ende) - Muharem Huskovic (FK Austria Wien, Leih-Ende) - Justin Omoregie (FC Red Bull Salzburg, Leih-Ende) |

## Zweite Mannschaft
Die Amateure des TSV Hartberg treten in einer Spielgemeinschaft mit dem FSC Eggendorf, einem anderen Verein aus Hartberg, als FSC Hochegger Dächer Eggendorf/Hartberg Amateure in der fünfthöchsten Spielklasse, der Oberliga, an. Der größte Erfolg der Mannschaft war der Aufstieg in die Landesliga 2008, in der man jedoch in der Saison 2008/09 Letzter wurde und somit direkt wieder in die Oberliga abstieg. Nach 14 Jahren in der fünften Liga gelang Hartberg II 2023 wieder der Aufstieg in die Landesliga.

## Erfolge
- 1 × Aufstieg in die Bundesliga: 2018
- 4 × Aufstieg in die 2. Division: 1996, 2006, 2009, 2017
- 5 × Meister der Regionalliga Mitte: 1996, 1999, 2006, 2009, 2017
- 3 × Meister der Landesliga Steiermark: 1988, 1990, 1995
- ÖFB-Cup-Finale: 2025
- ÖFB-Cup-Halbfinale: 1995, 2012, 2022
- ÖFB-Cup-Viertelfinale: 1989, 2019

## Stadion
Die Heimspiele des TSV Hartberg finden in der 2006 erweiterten Profertil Arena Hartberg statt, welche für 5024 Besucher kommissioniert ist.

## Frauenfußball
Anfang März 2023 gab der Verein eine Kooperation mit dem burgenländischen Frauenfußballverein FC Südburgenland bekannt. Ab der Saison 2023/2024 nehmen die gemeinsamen Frauen-Teams unter dem Namen „SPG Südburgenland/TSV Hartberg“ in der 2. Frauen-Bundesliga und eine zweite Mannschaft unter dem Namen „SPG Südburgenland 1b/TSV Hartberg“ in der Steirischen Oberliga Süd an der Meisterschaft teil.

## Sektion Volleyball

Logo der Volleyballabteilung

Am 25. Januar 1985 wurde beim TSV Hartberg die Sektion Volleyball gegründet, deren 1. Damen- und Herrenmannschaft in der jeweils höchsten Spielklasse Österreichs spielen. Am 8. Juni 2000 wurde die Sektion per Vorstandsbeschluss in einen eigenen Verein, den TSV Hartberg Volleyball ausgegliedert.